# Idoma (peuple)
Pour les articles homonymes, voir Idoma.
Les Idoma sont une population d'Afrique de l'Ouest, vivant principalement au sud-est du Nigeria.

## Ethnonymie
Selon les sources et le contexte, on observe plusieurs formes : Agala, Akpoto, Arago, Idoma, Idomas, Igumale, Kpoto, Ochekwu, Okpoto, Okwoga, Oturkpo.

## Langue
Leur langue est l'idoma, une langue bénoué-congolaise, dont le nombre de locuteurs était estimé à 600 000 en 1991.

## Culture

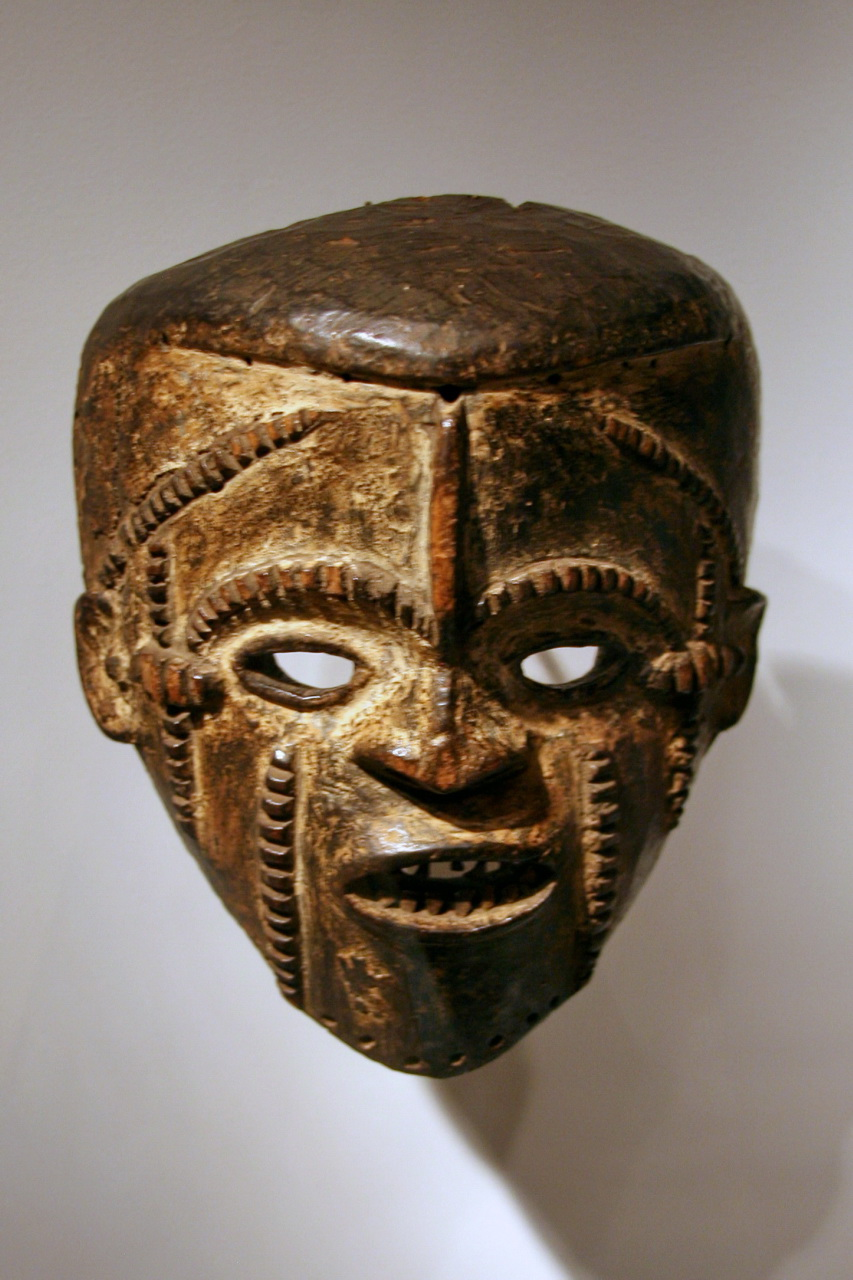
Masque (début du XXe siècle)
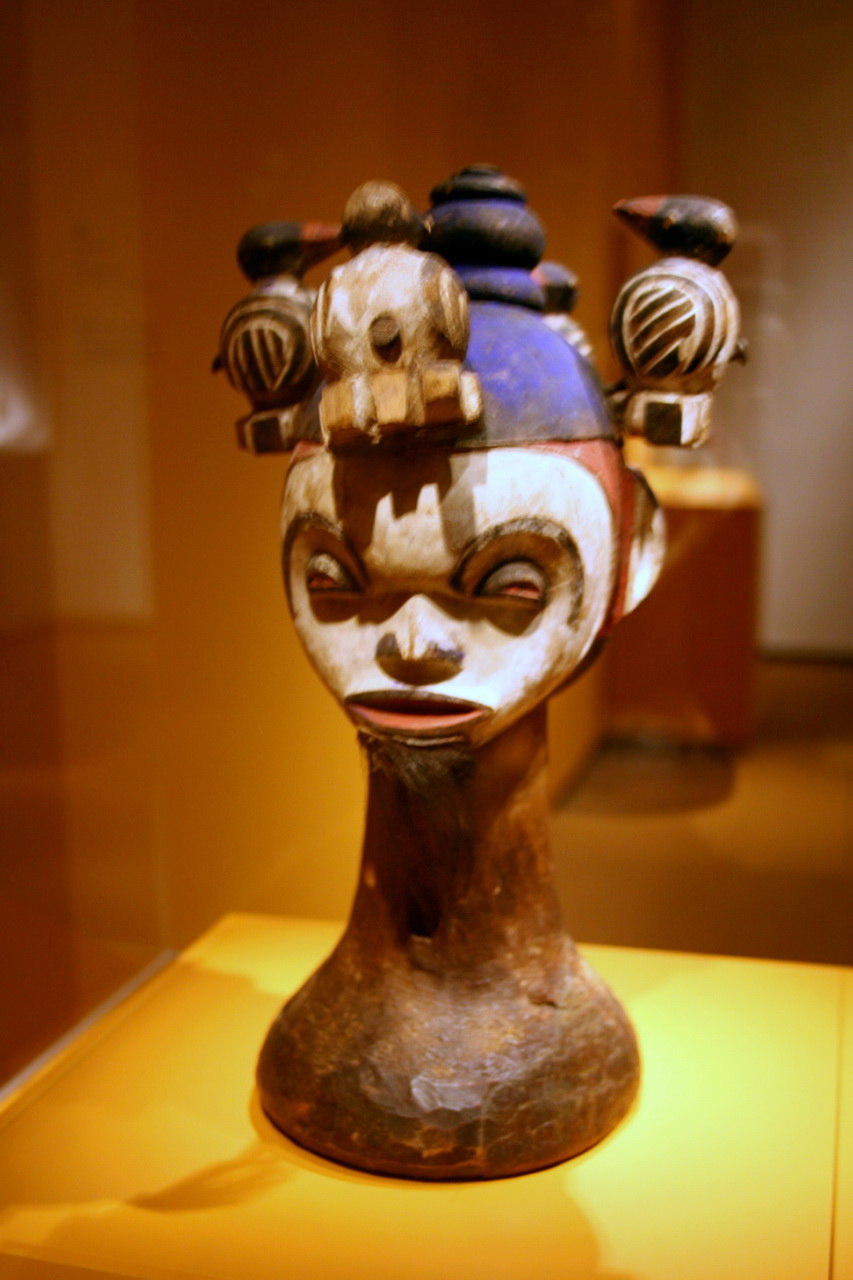
Masque (vers 1950)
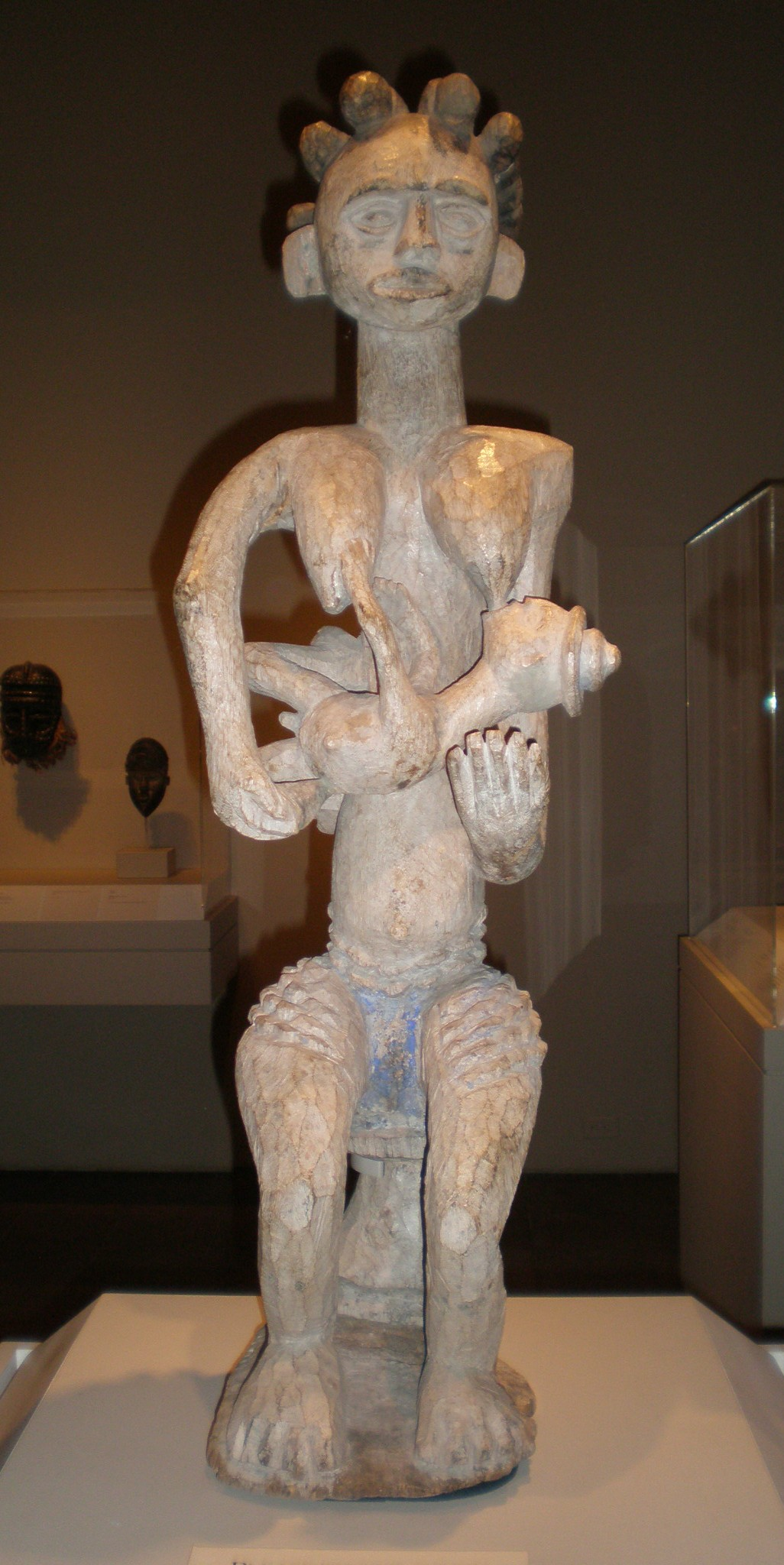
Maternité en bois
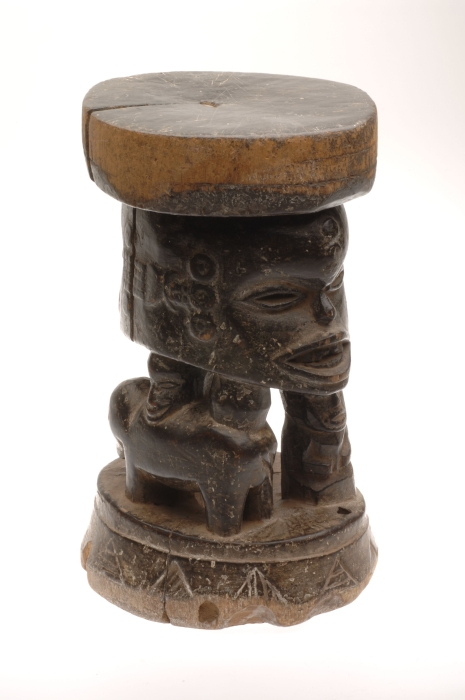
Tabouret en bois